# Maxixe (Moçambique)
A cidade da Maxixe é um município da província moçambicana de Inhambane. Além de ser um município, a cidade da Maxixe é também um distrito (sob o nome de Distrito da Cidade da Maxixe). A cidade é atravessada pela Estrada Nacional nº 1, que une o sul com o centro do país, tendo por isso grande potencial de desenvolvimento, sendo considerada a capital económica da província.
Até 1963 foi sede de um posto administrativo da circunscrição de Homoíne, tendo-se então tornado sede de circunscrição. A povoação foi elevada a cidade em 18 de Julho de 1972.
Mantém forte ligação cultural, económica e de conurbação com a cidade de Inhambane.

## Infraestrutura

### Transportes
A principal ligação de Maxixe com o território nacional é rodoviária, sendo que a principal via é a rodovia N1, que a liga a Morrumbene, ao norte, e a Cumbana, no sul. Outra ligação importante é feita pela rodovia R482 até a localidade de Homoíne, no oeste.

### Educação
Na cidade de Maxixe está instalado um dos campus da Universidade Save (UniSave), uma das instituições de ensino superior públicas do país. O campus de Maxixe costuma ser chamado de Universidade Pedagógica Sagrada Família, em função da histórica cooperação da Paróquia da Sagrada Família com as universidades públicas moçambicanas.